# Leermijn
Een leermijn is een nagebootste mijn die ten doel heeft om leerlingen tot mijnwerker op te leiden, en deze vertrouwd te maken met de ondergrondse praktijk.
Het betreft – in geval van steenkoolmijnen – doorgaans een horizontaal verlopend gangenstelsel dat in een steenberg of terril is gedreven, en vaak door de leerlingen zelf is aangelegd. In de leermijn zijn verschillende ruimtes, zoals galerijen en pijlers nagebootst, precies zoals ze ondergronds in gebruik zijn. Ook zijn er allerlei machines en installaties aanwezig, waarmee de leerlingen vertrouwd kunnen worden gemaakt. Veel werkzaamheden – met uitzondering natuurlijk van het winnen van steenkool – kan in de leermijn worden uitgevoerd. Zo leert men bijvoorbeeld het aanbrengen en roven van stutten, en het aanleggen van transportmiddelen zoals spoorrails, transportband en dergelijke. Daarnaast spelen de gewenning aan de ondergrondse werkomgeving, en bijbehorende veiligheidsaspecten een belangrijke rol bij de opleiding.

## Nederland
In 2010 werd in Nederland de ingang van de voormalige leermijn van de Staatsmijn Wilhelmina, die uitgehouwen is in de Wilhelminaberg, gerestaureerd. Het gangenstelsel ging oorspronkelijk meer dan een kilometer de steenberg in. De ingang, die zoveel mogelijk in de oude staat is teruggebracht, kan bezichtigd worden door bezoekers.